# Sult (nordisk mytologi)
 For alternative betydninger, se Sult (flertydig). (Se også artikler, som begynder med Sult)
Sult er i nordisk mytologi navnet på Hels kniv. Alle som dør og kommer i dødsriget bliver inviteret ind til Hel og her får de lov til at spise af Hunger og skære med Sult.
Har den egenskab at jo mere man spiser jo mere udsultet bliver man.
| Nordisk mytologi | Spire Denne artikel om nordisk religion og mytologi er en spire som bør udbygges. Du er velkommen til at hjælpe Wikipedia ved at udvide den. |